# Liste der Baudenkmäler in Medlingen
Auf dieser Seite sind die Baudenkmäler in der schwäbischen Gemeinde Medlingen zusammengestellt. Diese Tabelle ist eine Teilliste der Liste der Baudenkmäler in Bayern. Grundlage ist die Bayerische Denkmalliste, die auf Basis des Bayerischen Denkmalschutzgesetzes vom 1. Oktober 1973 erstmals erstellt wurde und seither durch das Bayerische Landesamt für Denkmalpflege geführt wird. Die folgenden Angaben ersetzen nicht die rechtsverbindliche Auskunft der Denkmalschutzbehörde.

## Baudenkmäler nach Ortsteilen

### Obermedlingen
| Lage                               | Objekt                                                                  | Beschreibung | Akten-Nr.     | Bild                                |
| ---------------------------------- | ----------------------------------------------------------------------- | --- | ------------- | ----------------------------------- |
| Bergstraße 14 (Standort)           | Loretokapelle                                                           | einschiffiger, tonnengewölbter Rechteckbau, Giebelreiter mit welscher Haube und Spitze, bezeichnet mit 1757; mit Ausstattung | D-7-73-153-14 | weitere Bilder                      |
| Hauptstraße 1, 3, 9, 11 (Standort) | Ehemaliges Dominikanerkloster                                           | jetzt zum Teil Pfarrhaus, Ost-, West- und Teil des Nordflügels der urspr. Vierflügelanlage, dreigeschossige Satteldachbauten, mit Resten des Kreuzgangs, von Valerian Brenner und Jakob Albrecht, 1699–1713; mit Ausstattung; Ökonomiegebäude, langgestreckte Flügelbauten, bez. mit 1766; ehemaliges Gesindehaus, zweigeschossiger Satteldachbau mit profiliertem Traufgesims und Putzgliederung, 1713; ehemaliges Brauhaus, dreigeschossiger Satteldachbau mit Schneckenvolutengiebel, 1. Viertel 18. Jahrhundert; Klostermauer, größere Teile im Norden des ehemaligen Klosterbezirks mit Resten von Türmchen, dazu Torbogen an der Nordwestecke, Ende 17./Anfang 18. Jahrhundert | D-7-73-153-2  | weitere Bilder                      |
| Hauptstraße 8 (Standort)           | Ehemaliges Gasthaus zum Adler                                           | zweigeschossiger, giebelständiger Satteldachbau mit Putzgliederung, bezeichnet mit 1735. | D-7-73-153-7  | Ehemaliges Gasthaus zum Adler       |
| Hauptstraße 10 (Standort)          | Ehemalige Schule, jetzt Wohnhaus                                        | zweigeschossiger Walmdachbau, 1. Hälfte 19. Jahrhundert. | D-7-73-153-8  | Ehemalige Schule, jetzt Wohnhaus    |
| Hauptstraße 11 (Standort)          | Ehemalige Dominikanerklosterkirche, jetzt Pfarrkirche Mariä Himmelfahrt | Wandpfeileranlage mit Pilastergliederung und monumentaler Westfassade, Langhaus mit Stichkappentonne und eingezogenem Chor, von Valerian Brenner und Jakob Albrecht, 1709–17; mit Ausstattung (siehe auch: Kanzel). | D-7-73-153-1  | weitere Bilder                      |
| Hauptstraße 20 (Standort)          | Ehemalige Schule und Lehrerwohnhaus                                     | zweigeschossiger, traufständiger Satteldachbau, bezeichnet mit 1801. | D-7-73-153-9  | Ehemalige Schule und Lehrerwohnhaus |
| Hauptstraße 25 (Standort)          | Ehemaliges Gasthaus zum Engel                                           | zweigeschossiger, traufständiger Satteldachbau, bezeichnet mit 1758. | D-7-73-153-10 | Ehemaliges Gasthaus zum Engel       |

### Untermedlingen
| Lage                                  | Objekt                                  | Beschreibung | Akten-Nr.     | Bild                                    |
| ------------------------------------- | --------------------------------------- | --- | ------------- | --------------------------------------- |
| Dorfstraße 21 (Standort)              | Bauernhaus                              | Wohnstallhaus, zweigeschossiger Satteldachbau, 1894–1896 | D-7-73-153-13 | Bauernhaus                              |
| Dorfstraße 30 (Standort)              | Katholische Filialkirche St. Radegundis | einschiffiger Bau mit gerade geschlossenem Chor, Langhaus mit Korbbogentonne und Stichkappen, 1745, 1787/88 Chorverlängerung und Turmneubau; mit Ausstattung; Friedhofsmauer. | D-7-73-153-11 | Katholische Filialkirche St. Radegundis |
| Hohlweg (am Nordausgang des Ortes) () | Sühnekreuz                              | spätmittelalterlich | D-7-73-153-12 | Sühnekreuz                              |